# Bautista Saavedra Mallea
Bautista Saavedra Mallea (Sorata, 30 agosto 1870 – Santiago del Cile, 1º maggio 1939) è stato un politico boliviano.
Ministro dell'istruzione, fu presidente della Bolivia dal 1921 al 1925 in modo dittatoriale. Dopo la fine del mandato fu ambasciatore in Europa.